# Tomás González Estrada
Tomás González Estrada (Bogotá, Colombia, 1971) es un economista y político colombiano.
Fue Consejero económico en el gobierno de Andrés Pastrana Arango. Fue Ministro de Minas y Energía en el segundo periodo de gobierno de Juan Manuel Santos . El 7 de marzo de 2016 fue aceptada su renuncia al cargo debido a la crisis energética del país ante la compleja situación desatada por le fenómeno del niño 2015-16 y el daño sufrido por la central de generación hidroeléctrica de Guatapé en el Departamento de Antioquia.

## Biografía
González Estrada nació en Bogotá, es economista de la Universidad de los Andes con Maestría en Ciencias de la Economía y Ph.D. en Economía de la Universidad de Londres. Fue investigador y profesor de la Facultad de Economía de la Universidad de los Andes y de la Universidad de Londres.

## Trayectoria Política
Tomás González, fue Consejero Económico en el gobierno de Andrés Pastrana entre 1998 y 2000; posteriormente fue Subdirector de Planeación Nacional bajo la dirección de Juan Carlos Echeverry (2000-2002). Ha sido secretario técnico del Consejo Nacional de Política Económica y Social CONPES, gerente de Asuntos Externos de BP Colombia, miembro del Consejo de Ministros, miembro de las juntas directivas de Ecopetrol, ISA, ISAGEN y presidió los Consejos de la CREG, la UPME y la Agencia Nacional de Hidrocarburos.
González fue designado Viceministro de Minas y Energía cuando Carlos Rodado Noriega, Mauricio Cárdenas y Federico Rengifo eran Ministro de Minas. Fue coordinador programático de la Fundación Buen Gobierno. En el año 2014 en el segundo mandato de Juan Manuel Santos fue designado como Ministro de Minas y energía.

### Ministro de Minas y Energía
Dentro de las diferentes iniciativas se destacan la elaboración y ejecución del Plan 5 Caribe que busca mejorar la prestación del servicio de energía en la Costa Caribe colombiana; la ampliación y cobertura para zonas interconectadas y no interconectadas del país, y la producción de crudo por encima del millón de barrilles que sostuvo el país durante nueve meses consecutivos, por primera vez en la historia. Sus pilares de gestión han sido el abastecimiento, la competitividad y la equidad, frente a la cual se superaron las metas de acceso a la energía planteadas para el período 2014-2018.
La Procuraduría General de la Nación abrió investigación disciplinaria formal contra González por contratos realizados entre Presidencia de la República y una empresa encuestadora que fue archivada en enero de 2017.
Posteriormente fue Director Ejecutivo Alterno por Colombia ante el Fondo Monetario Internacional. Actualmente es profesor de Economía Energética en la Universidad de Los Andes y dirige el Centro Regional de Estudios de Energía CREE.